# María Pérez
María Pérez Marcano Díaz (ur. 1 kwietnia 1989) – portorykańska judoczka. Trzykrotna olimpijka. Zajęła dziewiąte miejsce w Rio de Janeiro 2016 i Tokio 2020, a także siedemnaste w Paryżu 2024. Walczyła w wadze średniej.
Wicemistrzyni świata w 2017, piąta w 2018 i siódma w 2019; uczestniczka zawodów w 2007, 2013, 2015, 2021, 2022, 2023 i 2024. Startowała w Pucharze Świata w latach 2009–2013, 2015–2017, 2022 i 2023. Srebrna medalistka igrzysk panamerykańskich w 2023; brązowa w 2011 i 2019. Zdobyła cztery medale na igrzyskach Ameryki Środkowej i Karaibów, a także pięć na mistrzostwach panamerykańskich w latach 2014 - 2024.

## Letnie Igrzyska Olimpijskie 2016
| Konkurencja | Eliminacje            | Eliminacje          | Klas. końcowa |
| Konkurencja | Przeciwnik I          | Przeciwnik II       | Miejsce       |
| ----------- | --------------------- | ------------------- | ------------- |
| 70 kg       | Barbara Matić (CRO) Z | Yuri Alvear (COL) P | 9.            |

## Letnie Igrzyska Olimpijskie 2020
| Konkurencja | Eliminacje           | Eliminacje           | Klas. końcowa |
| Konkurencja | Przeciwnik I         | Przeciwnik II        | Miejsce       |
| ----------- | -------------------- | -------------------- | ------------- |
| 70 kg       | Gemma Howell (GBR) Z | Chizuru Arai (JPN) P | 9.            |